# Gle Naleung
Gle Naleung är en kulle i Indonesien.   Den ligger i provinsen Aceh, i den västra delen av landet, 1 800 km nordväst om huvudstaden Jakarta. Toppen på Gle Naleung är 87 meter över havet.
Terrängen runt Gle Naleung är varierad. Runt Gle Naleung är det ganska tätbefolkat, med 179 invånare per kvadratkilometer. Närmaste större samhälle är Banda Aceh, 9,7 km norr om Gle Naleung. Trakten runt Gle Naleung består till största delen av jordbruksmark.